# Urbański
Urbański (forma żeńska: Urbańska; liczba mnoga: Urbańscy) – polskie nazwisko. Na początku lat 90. XX wieku Polskę zamieszkiwało 31521 osób o tym nazwisku.

## Znani Urbańscy
- Alfred Urbański (1899–1983) – polityk emigracyjny
- Andrzej Urbański (1953–2016) – kulturysta i działacz sportowy
- Andrzej Urbański (1954–2016) – polityk, dziennikarz
- Antoni Onufry Urbański – biskup
- Antoni Urbański – polski ekonomista
- Artur Urbański – polski reżyser
- Bolesław Urbański – polski inżynier
- Czesław Urbański (1928–2007) – dyplomata, Konsul Generalny RP w Szanghaju
- Daniel Urbański – polski bokser
- Dawid Urbański (1843-1897), żołnierz
- Dawid Urbański, łyżwiarz szybki
- Edmund Urbański (1909–1996) – historyk i antropolog polski, działający w USA
- Franciszek Urbański – poseł na Sejm RP
- Hubert Urbański (ur. 1966) – prezenter telewizyjny
- Ignacy Urbański (1807–1884) – malarz
- Jakub Urbański – polski dziennikarz
- Jarosław Urbański – polski socjolog
- Jarosław Urbański – polski zoolog
- Kacper Urbański – polski piłkarz
- Karol Urbański h. Nieczuja (ur. ok. 1740) – ziemianin z ziemi Drohickiej, generał major ziemiański, poseł Sejmu Wielkiego, powstaniec kościuszkowski.
- Leon Urbański – typograf, grafik
- Ludwik Urbański – właściciel Lutowisk, od którego przybrały w 1742 roku one nową nazwę Urbanice.
- Michał Urbański – właściciel Lutowisk, podczaszy żydaczowski
- Natasza Urbańska (ur. 1977) – aktorka, tancerka i piosenkarka polska
- Piotr Urbański – polski latynista
- Przemysław Urbański – polski nauczyciel akademicki
- Stanisław Urbański – ksiądz
- Szymon Urbański – łowczy kamieniecki otrzymał od żony Marianny Urbańskiej z Ustrzyckich c. Bazylego Ustrzyckiego Lutowiska
- Tadeusz Urbański − polski chemik
- Tadeusz Urbański – poseł na Sejm RP
- Teodor Urbański – polski inżynier
- Witold Urbański (1851–1907) – polski malarz
- Wojciech Urbański (zm. 1692) – polski szlachcic, urzędnik.
- Wojciech Urbański – polski piłkarz
- Zygmunt Urbański – polski komandor